# Marco Giustiniani (bispo de Chios)
Marco Giustiniani (1547–1640) foi um prelado católico romano que serviu como bispo católico romano de Chios (1604–1640).

## Biografia
Marco Giustiniani foi ordenado sacerdote na Ordem dos Pregadores. No dia 31 de maio de 1604, foi nomeado bispo de Quios durante o papado de Gregório XIII. A 12 de junho de 1604, foi consagrado bispo por Girolamo Bernerio, cardeal-bispo de Albano, tendo Agostino Quinzio, bispo de Korčula, e Vincenzo Giustiniani, bispo de Gravina di Puglia, servindo como co-consagradores. Serviu como bispo de Chios até à sua morte em 1640.